# 609 (numero)
Seicentonove (609) è il numero naturale dopo il 608 e prima del 610.

## Proprietà matematiche
- È un numero dispari.
- È un numero composto, con quattro divisori: 1, 3, 7, 21, 29, 87, 203 e 609. Poiché la somma dei suoi divisori (escluso il numero stesso) è 351 < 609, è un numero difettivo.
- È un numero sfenico.
- È pari alla somma dei primi 13 numeri della successione di Fibonacci (da 1 a 233).
- È un numero congruente.
- È un numero malvagio.

## Astronomia
- 609 Fulvia è un asteroide della fascia principale.
- NGC 609 è un ammasso aperto della costellazione di Cassiopea.

## Astronautica
- Cosmos 609 è un satellite artificiale russo.